# Francisco de Borja y Aragón
Pour les articles homonymes, voir Borja.
Francisco de Borja y Aragón (né en 1577 et mort en 1658 à Madrid), prince de Squillace, comte de Mayalde, comte de Simari, vice-roi du Pérou est un prince espagnol du XVIIe siècle, qui est aussi un écrivain.

## Biographie
Francisco de Borja devient l'un des plus puissants seigneurs de l'Espagne du siècle d'or. En 1615, Philippe III le nomme vice-roi du Pérou, poste qu'il conserve jusqu'à la mort du roi en 1621. Il prend alors une série de mesures pour réglementer les salaires des fonctionnaires royaux et réprimer les abus que commettaient, à l'encontre des Indiens, les Corregidores, fonctionnaires royaux, représentant le roi dans les gouvernements municipaux.
Il devient prince de Squillace en épousant en 1602 Anna de Borja y Pignatelli, princesse de Squillace († 1644), dont il a trois enfants :
- Jean, Comte de Simari († 1644) ;
- Maria Francisca, princesse de Squillace († 1649), mariée à son oncle Fernando de Borja y Aragón ;
- Francisca Maria (1611-1657).

Francisco de Borja meurt à Madrid en 1658.

## Œuvres
On a de lui des Poésies et un poème de Naples reconquise.

## Dans la littérature
- (es) Ricardo Palma, Una aventura del virrey poeta, nouvelle de fiction historique tirée du recueil Tradiciones peruanas (es) (Lire sur WikiSource (en espagnol))